# Saint-Aubin-du-Pavail
Saint-Aubin-du-Pavail (bretonisch: Sant-Albin-ar-Pavez) ist eine Ortschaft und eine Commune déléguée in der französischen Gemeinde Châteaugiron mit 867 Einwohnern (Stand: 1. Januar 2022) im Département Ille-et-Vilaine in der Region Bretagne. Die Einwohner werden Saint-Aubinais genannt.
Die Gemeinde Saint-Aubin-du-Pavail wurde am 1. Januar 2017 zusammen mit Ossé nach Châteaugiron eingemeindet. Sie gehörte zum Arrondissement Rennes und zum Kanton Châteaugiron.

## Geographie
Saint-Aubin-du-Pavail liegt etwa 20 Kilometer ostsüdöstlich von Rennes. 
Umgeben wurde die Gemeinde Saint-Aubin-du-Pavail von den Nachbargemeinden Ossé im Norden, Domagné im Osten und Nordosten, Piré-sur-Seiche im Süden und Südosten, Amanlis im Südwesten sowie Châteaugiron im Westen.

## Bevölkerungsentwicklung der ehemaligen Gemeinde
| Jahr                      | 1962 | 1968 | 1975 | 1982 | 1990 | 1999 | 2006 | 2012 |
| Einwohner                 | 310  | 300  | 311  | 442  | 497  | 591  | 763  | 789  |
| Quelle: Cassini und INSEE |      |      |      |      |      |      |      |      |

## Sehenswürdigkeiten

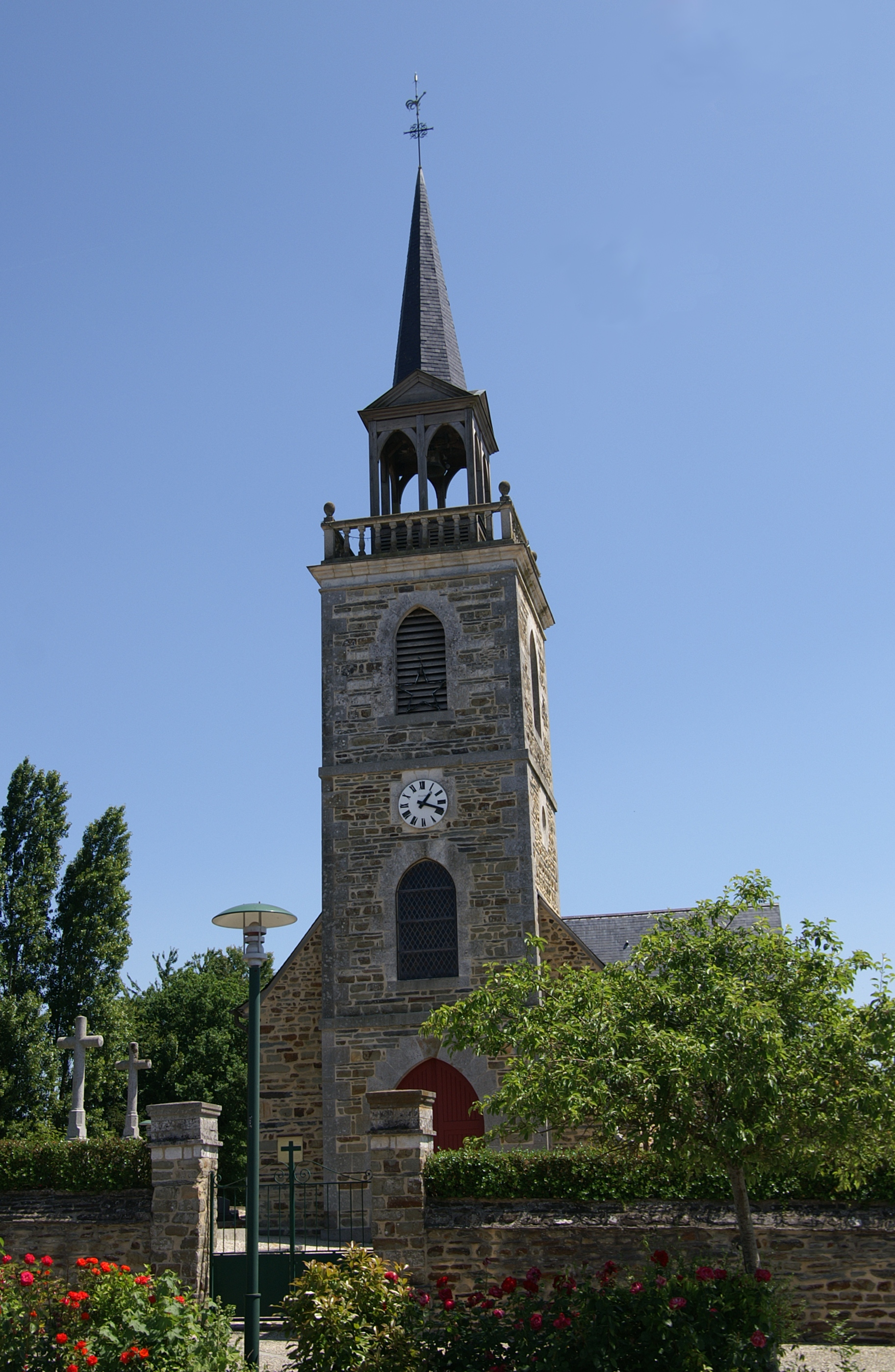
Kirche Saint-Aubin

- Reste der gallorömischen Siedlungen
- Kirche Saint-Aubin aus dem 12. Jahrhundert mit zahlreichen jüngeren Umbauten
- Altes Pfarrhaus
- Herrenhaus von Saint-Aubin-du-Pavail
- Herrenhaus La Touche-Fouquet
- Herrenhaus Mardeaux